# Norvellina
Norvellina är ett släkte av insekter. Norvellina ingår i familjen dvärgstritar.

## Dottertaxa tillNorvellina, i alfabetisk ordning[1]
- Norvellina acuspina
- Norvellina adunca
- Norvellina apachana
- Norvellina bicolorata
- Norvellina chenopodii
- Norvellina cincta
- Norvellina clarivida
- Norvellina columbiana
- Norvellina curvata
- Norvellina denotata
- Norvellina excavata
- Norvellina flavida
- Norvellina forficata
- Norvellina glauca
- Norvellina helenae
- Norvellina mildredae
- Norvellina musarrati
- Norvellina nevada
- Norvellina novica
- Norvellina numerosa
- Norvellina pannosa
- Norvellina perelegantis
- Norvellina pulchella
- Norvellina pullata
- Norvellina recepta
- Norvellina rostrata
- Norvellina rubida
- Norvellina saminai
- Norvellina saucia
- Norvellina scaber
- Norvellina scitula
- Norvellina seminudus
- Norvellina snowi
- Norvellina spatulata
- Norvellina texana
- Norvellina uncata
- Norvellina varia
- Norvellina vermiculata